# Lopapeysa

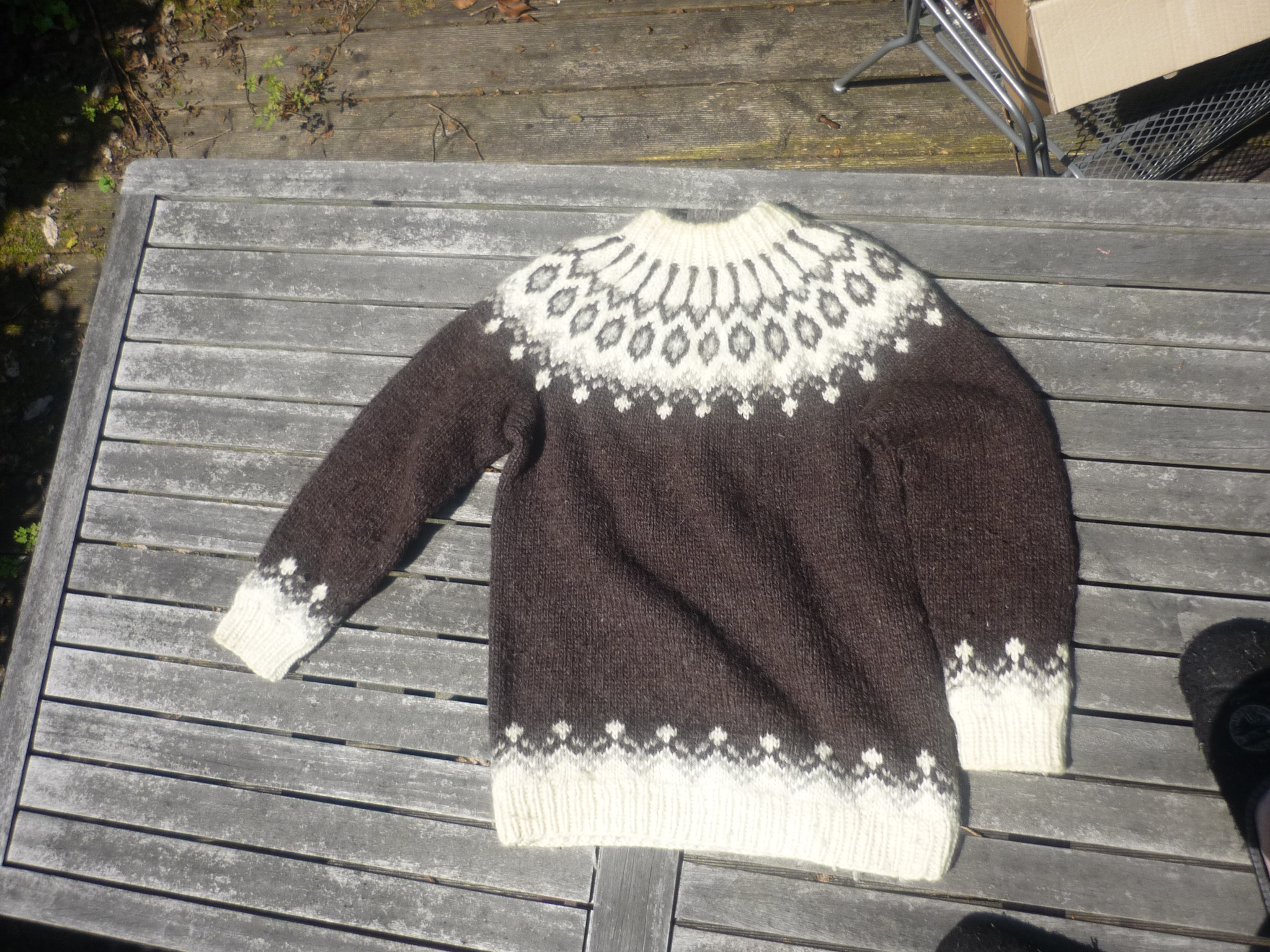
Uma lopapeysa

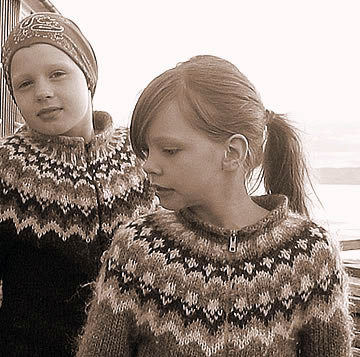
Meninas islandesas vestindo suéteres lopapeysa com estampas tradicionais

A lopapeysa (islandês: [ˈlɔːpaˌpʰeiːsa]) ou suéter islandês é um estilo islandês de suéter originado no início ou meados do século 20, num período em que as importações suplantaram as vestimentas tradicionais mais antigas da Islândia, as pessoas passaram a buscar novas formas de empregar a abundante lã local. Desde então, o design tornou-se um ícone nacional que representa a identidade cultural islandesa.

## Terminologia
Lopapeysa (plural lopapeysur) é uma palavra composta, derivada de "lopi", que refere-se ao tipo específico de fio não fiado tradicionalmente utilizado na confecção de lopapeysur, e "peysa", que significa 'suéter' ou 'pulôver'. Portanto, a expressão significa literalmente 'suéter feito de lopi'.

## Design do suéter
É identificado por um desenho em forma de jugo, que consiste em um amplo círculo decorativo envolvendo a abertura do pescoço. O suéter é tricotado de forma contínua em círculo, o que implica que não há distinção entre a frente e as costas, a menos que seja adicionado um zíper. A parte principal do suéter é confeccionada com agulhas circulares, enquanto as mangas são formadas na agulha que contém o decote. A modelagem gradual dos ombros é integrada ao padrão do jugo. O fio utilizado, conhecido como lopi, é produzido a partir de lã de ovelha islandesa e inclui pêlos e lã do vento. O lopi é notável por não ser fiado, o que resulta em maior presença de ar em comparação com fios fiados, proporcionando propriedades de isolamento superiores. No entanto, a manipulação do lopi é mais desafiadora em comparação com fios fiados, especialmente para aqueles que estão se familiarizando com o material. A lã islandesa ganhou reconhecimento internacional por sua capacidade de fornecer calor, leveza e isolamento eficaz, mantendo a sensação de aquecimento mesmo quando úmida.
As tonalidades podem ser produzidas artificialmente, mas a lã não tingida em diversas cores é facilmente encontrada e altamente requisitada. Inicialmente, o suéter apresentava uma faixa estampada com pelo menos duas cores na bainha, punhos e canga, formando o padrão predominante nos ombros. Contudo, ao longo do século XXI, essa tendência evoluiu, tornando-se comum que apenas o jugo mantenha um padrão.

## Características da lã
Como raça, a ovelha islandesa é singular - a pureza da linhagem foi preservada ao longo de séculos de isolamento e ausência total de contato com outras espécies. Da mesma forma, a lã por ela produzida não encontra equivalente em nenhum outro lugar. Desenvolvendo-se ao longo de 1.100 anos de exposição ao clima subártico, a lã islandesa exibe uma composição única de fibras internas e externas. As fibras externas são longas, brilhantes, robustas e repelentes à água, enquanto as internas são finas, suaves e isolantes, conferindo uma notável resistência ao frio. Outra característica distintiva das ovelhas islandesas é a variedade de suas cores naturais, incluindo preto, cinza, castanho e o branco tradicional. Em conjunto, esses elementos contribuem para o visual característico das malhas islandesas, sendo o lopi um dos exemplos mais reconhecidos.

## História
O tricô provavelmente chegou à Islândia no século XVI. No entanto, o lopapeysa teve sua origem no início ou meados do século XX, uma época em que as importações substituíram as roupas islandesas mais antigas e tradicionais. A produção industrial estava gradualmente substituindo o tricô manual, e as pessoas começaram a buscar novas maneiras de utilizar as abundantes habilidades nativas de lã e tricô. As especulações sobre as origens e criadores do estilo são amplas, incluindo sugestões de trajes femininos da Groenlândia, padrões têxteis astecas, navajos, sul-americanos, turcos ou suecos. Além disso, há reivindicações de design original por Auður Laxness. No entanto, o consenso na pesquisa acadêmica até o momento é que o estilo foi influenciado por uma série de fontes estrangeiras, não tendo um criador único.
Após a conquista total da independência da Islândia em relação à Dinamarca em 1944, o lopapeysa passou a ser cada vez mais uma tradição inventada e um símbolo da identidade nacional. A popularidade da lopapeysa experimentou dois momentos de destaque na moda: no período de duas ou três décadas após a independência da Islândia da Dinamarca em 1944 e novamente no início do século XXI, quando a globalização desafiou a identidade nacional. No século XXI, tanto o lopapeysa quanto outros produtos inspirados nele são amplamente comercializados para turistas visitando o país. 